# Aage Schmidt
Aage Schmidt (født 13. september 1885 i København, død 11. september 1949) var en dansk skuespiller, der blev uddannet fra Det kongelige Teaters Elevskole med efterfølgende debut i 1906. 
I de følgende år blev han engageret til Aarhus Teater, Dagmarteatret, Det ny Teater og Det lille Teater. Han blev for alvor kendt for sin hovedrolle som Aage Hansen i radioføljetonen Familien Hansen, der i perioden 1929-1949 blev udsendt i næsten 1000 afsnit. Aage Schmidt medvirkede desuden i en lang række stumfilm og enkelte talefilm.

## Filmografi
- Den hvide Slavehandel – 1910
- Ambrosius - 1910
- Holger Danske - 1910
- En Helt fra 64 - 1910
- Fæstningsspioner - 1913
- Det gyldne smil – 1935
- Det begyndte ombord – 1937
- Den mandlige husassistent – 1938
- Genboerne – 1939
- Sommerglæder – 1940
- Familien Olsen – 1940